# Mazurka
Mazurka (egentlig dans fra Mazuren) er en polsk dans i 3/4-takt. Musikalsk kendetegn er på den ene side opdelingen af den første tælleperiode, fx i punkterede ottendedele eller ottendedelstrioler, og på den anden side betoningen som derfor ligger i den anden tælleperiode.
Den polske nationalsang er en mazurka, som Frédéric Chopin gjorde internationalt kendt ved at komponere omkring 60 af dem for klaver. Dermed indførte han dansen i den klassiske musik.
I svensk folkemusik har ottendedels-polskaen en lignende rytme som mazurkaen; de to danse har fælles oprindelse.
Mazurkaen var også kendt uden for Polen. I Rusland komponerede Tjajkovskij seks for klaver, Borodin skrev to i Petite Suite for klaver, Glinka to og Aleksandr Skrjabin en række mazurkaer. I Frankrig skrev de impressionistiske komponister Debussy og Ravel mazurkaer: Debussy som enkeltstykker Ravel som en del af suiten La Parade, et tidligt lidet kendt værk.